# یک‌روز (آلبوم)
یک‌روز (به انگلیسی: Someday) آلبومی گردآوری شده از یانی می‌باشد که در ۱۳ ژوئیه ۱۹۹۹ منتشر شده‌است.